# ليو هاريس
ليو هاريس (بالإنجليزية: Leo Harris)‏ هو مدرب كرة سلة أمريكي، ولد في 6 أغسطس 1904 في سانتا كروز في الولايات المتحدة، وتوفي في 22 أبريل 1990.